# Estación Máximo Fernández
Máximo Fernández es la estación ferroviaria de la localidad homónima, Partido de Bragado, provincia de Buenos Aires, Argentina.
La estación corresponde al Ferrocarril Domingo Faustino Sarmiento de la red ferroviaria argentina y se encuentra a 232 kilómetros al oeste de la estación Once.

## Servicios
No presta servicios de pasajeros desde agosto de 2015.
Sus vías están bajo la tutela de Trenes Argentinos Cargas.
La estación se encuentra en ruinas, no siendo jurisdicción de la empresa de transporte. 